# Democracia deliberativa

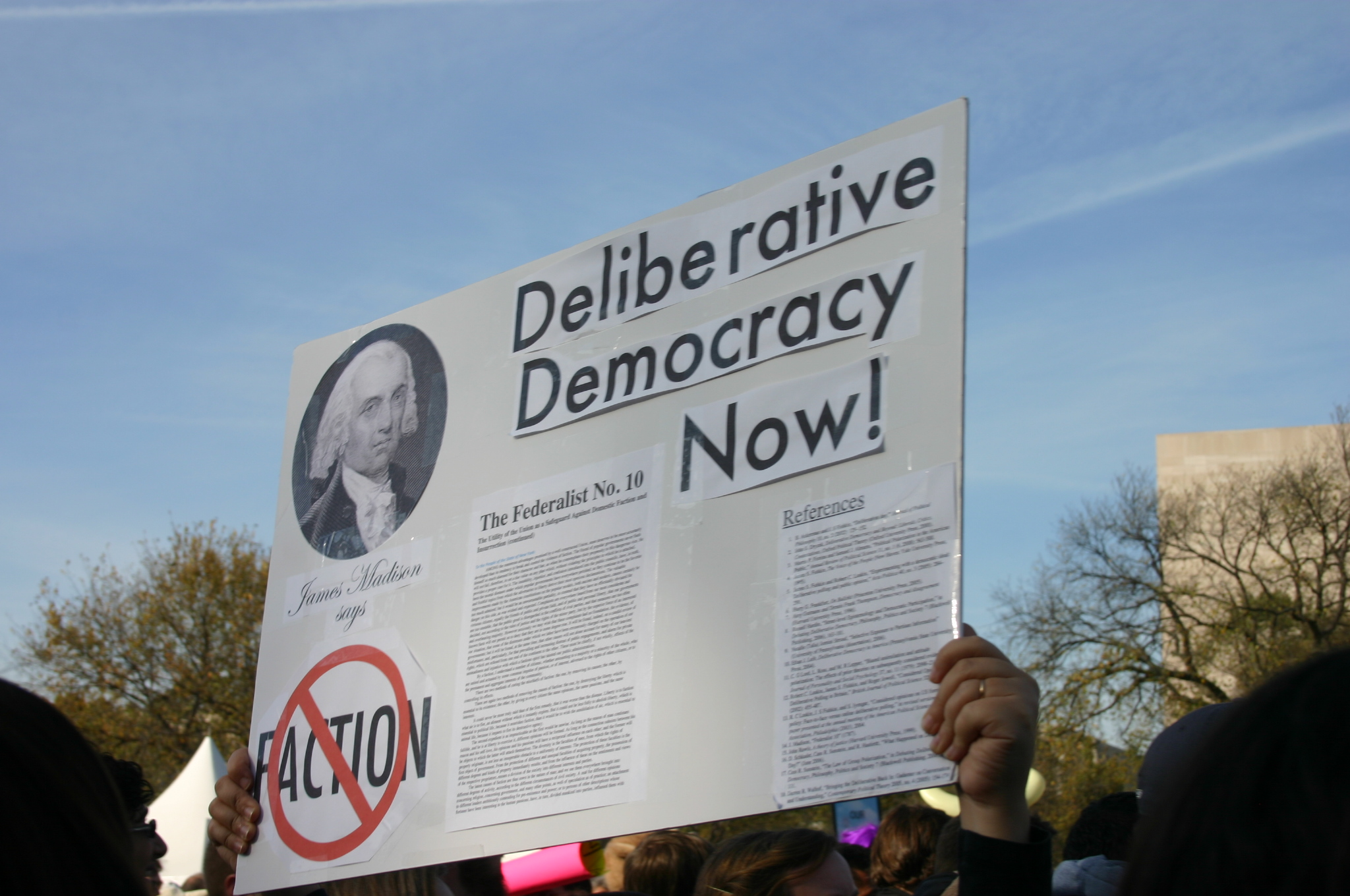
Convocatoria para el establecimiento de la democracia deliberativa

El término democracia deliberativa "designa un modelo normativo –un ideal regulativo– que busca coordinar la noción de democracia representativa al uso mediante la adopción de un procedimiento colectivo de toma de decisiones políticas que incluya la participación activa de todos los potencialmente afectados por tales decisiones, y que estaría basado en el principio de la deliberación, que implica la argumentación y discusión pública de las diversas propuestas".
La noción de democracia deliberativa fue acuñada por Joseph M. Bessette en 1980, que la reelaboró y argumentó de nuevo en 1994. Desde entonces, numerosos filósofos y politólogos han contribuido a desarrollar la concepción deliberativa de la democracia, entre otros Jürgen Habermas, Jon Elster, Joshua Cohen, John S. Dryzek, Carlos Santiago Nino, Amy Gutmann, James Fishkin, Dennis Thompson y Seyla Benhabib.

## Antecedentes históricos
Democracias deliberativas - o, al menos, sistemas políticos que incluían entre sus prácticas ingredientes de naturaleza deliberativa - han sido la de la antigua Grecia, la de las asambleas cantonales suizas que inspiraron a Rousseau, la que practican a través de “La Palabra” algunas comunidades africanas e indígenas, la que prevalece en los órganos colegiados de las grandes universidades, la que resurge ocasionalmente en los Estados democráticos cuando un debate nacional permite la discusión entre representantes populares, expertos y opinión pública. No se trata de un procedimiento de decisión basado necesariamente en el consenso, pero sí de un prerrequisito de la votación mayoritaria, bajo la premisa de que votar sin discutir no es democrático.
James Fishkin ha propuesto los “sondeos deliberativos” que son pequeños foros de ciudadanos elegidos al azar que discuten, se informan y, solo al final, toman posición acerca de algún asunto. En algunos parlamentos –especialmente en Escandinavia--, los sondeos deliberativos son una herramienta de los legisladores para consultar a la ciudadanía, siendo más confiables que los sondeos clásicos.

## Ventajas
La deliberación pública obliga a tomar en consideración los intereses ajenos. La mayoría no puede simplemente ignorar las visiones de las minorías, argumentando que son intereses minoritarios. Esa actitud es tan irrespetuosa de la dignidad de los otros, que resulta poco defendible públicamente en una democracia. De esta manera, a la hora de tomar una decisión política, se tendrá como objetivo buscar un consenso entre todas las partes para definir la mejor opción en vez de someter el tema a votación, lo cual permite la posibilidad de la tiranía de la mayoría. Del mismo modo, la deliberación - sometida al principio de publicidad - obliga a presentar abiertamente las razones que sustentan la decisión adoptada, con lo cual ciertas motivaciones manifiestamente injustas quedan excluidas del debate político, precisamente por ser socialmente inaceptables. Por uno y otro motivo, la discusión pública estimula el desarrollo de cualidades democráticas importantes en los ciudadanos y en los líderes políticos, en especial la virtud de la imparcialidad, en la medida en que los obliga a ir más allá de sus intereses puramente personales.

## Críticas
Se suele considerar a la democracia deliberativa como elitista, pues no todas las personas tienen el capital cultural suficiente para ganar una discusión, aunque tengan preferencias políticas legítimas. Lo que se intenta realizar con los participantes es un exhausto proceso de información acerca del problema para conseguir que todos estén informados sobre el problema que se está debatiendo. Algunas intelectuales feministas son críticas de la democracia deliberativa, bajo el argumento de que en la mayoría de las sociedades (incluida la muy prestigiosa democracia suiza) la deliberación ha sido históricamente posible porque los hombres discuten mientras las mujeres cuidan a los niños, preparan la cena y lavan la ropa. Pero la democracia deliberativa actual trata de igual manera tanto a hombres como a mujeres, pudiendo participar todos en las asambleas y en las deliberaciones porque uno de los principales objetivos de este tipo de democracia es la igualdad de las personas, intentando hacer desaparecer las diferencias económicas, sociales o culturales.
Una de las críticas que algunos autores hacen es al principio de pluralismo, los ciudadanos tienen que llegar a un acuerdo a partir de discutir las diferentes opiniones de los participantes y elegir lo que va a ser mejor para la mayoría o para el problema David Estlund  “las opiniones de otros con las cuales estamos en desacuerdo deben ser sopesadas por cada uno de acuerdo con los principios de reciprocidad, publicidad y responsabilidad”; pero la mayoría de los seres humanos piensan de manera individual por tanto quizás la acción colectiva no sea realizada de forma correcta por todos los participantes.
Tal como se ha encontrado en el artículo seguido para buscar algunas de las críticas, encontramos que Susan C. Stokes, en su obra Patologías de la deliberación, expuso diferentes ejemplos en los que la deliberación no ha dado resultados, debido principalmente a que, las personas han sido manipuladas, es decir, que personas ajenas a la deliberación con intereses individuales propios han intentado convencer a estas de elegir o presentar una idea que no era del todo válida para conseguir el bien común, sino que principalmente estaba dirigida para satisfacer las necesidades de una sola persona o de un pequeño grupo.
Una de las propuestas de los profesionales dedicados al estudio de la democracia deliberativa como James Johnson (2001) o Iris Young (1997) es intentar utilizarla dentro de una democracia representativa en el voto, es decir intentar justificar un voto partiendo de lo que es mejor para la mayoría, debatiendo y discutiéndolo. Otros autores como Przeworski han afirmado que, debido a las estructuras de los Estados modernos como puede ser su extensión o el número de ciudadanos, es imposible este tipo de actos.[cita requerida]
Habermas, al aparecer estas teorías, dijo que la democracia deliberativa es un proyecto diseñado para realizarse en ámbitos pequeños que afectan a un número determinado de personas, y no es tampoco útil para resolver todo tipo de problemas. Cohen (1986), en la línea de Habermas, aseguró que se debería intentar integrar esta teoría en distritos con características más o menos similares y para ello hacer reformas en el sistema democrático. Otra de las críticas que han aparecido es que no todos los ciudadanos están preparados de la misma manera para afrontar la política ni las decisiones públicas, no han sido preparados para ello y por tanto no saben realmente qué es lo que se debe hacer o qué puede ser lo mejor para todos. Mucha gente no está interesada en la política y prefiere no intervenir en la situación.
Otro de los problemas que encuentran los críticos es que, aunque la propuesta elegida sea mayoría, puede ser extremista o ir en contra de otros colectivos; lógicamente en estos casos se deben seguir unas normas y pautas para impedir este tipo de situaciones.